# Tipula (Lunatipula) gebze
Tipula (Lunatipula) gebze is een tweevleugelige uit de familie langpootmuggen (Tipulidae). De soort komt voor in het Palearctisch gebied.